# العلاقات الباهاماسية الليبيرية
العلاقات الباهاماسية الليبيرية هي العلاقات الثنائية التي تجمع بين باهاماس وليبيريا.

## مقارنة بين البلدين
هذه مقارنة عامة ومرجعية للدولتين:
| وجه المقارنة                                              | باهاماس      | ليبيريا      |
| --------------------------------------------------------- | ------------ | ------------ |
| المساحة (كم2)                                             | 13.88 ألف    | 111.37 ألف   |
| عدد السكان (نسمة)                                         | 395.36 ألف   | 4.73 مليون   |
| الكثافة السكانية (ن./كم²)                                 | 28.48        | 42.47        |
| العاصمة                                                   | ناساو        | مونروفيا     |
| اللغة الرسمية                                             | لغة إنجليزية | لغة إنجليزية |
| العملة                                                    | دولار بهامي  | دولار ليبيري |
| الناتج المحلي الإجمالي (بليون دولار)                      | 12.16 مليار  | 2.16 مليار   |
| الناتج المحلي الإجمالي (تعادل القوة الشرائية) بليون دولار | 8.92 مليار   | 3.76 مليار   |
| الناتج المحلي الإجمالي الاسمي للفرد دولار أمريكي          | 22.82 ألف    | 455          |
| الناتج المحلي الإجمالي للفرد دولار أمريكي                 |              | 842          |
| مؤشر التنمية البشرية                                      | 0.790        | 0.430        |
| رمز المكالمات الدولي                                      | +1242        | +231         |
| رمز الإنترنت                                              | .bs          | .lr          |
| المنطقة الزمنية                                           | 00           | 00           |

## منظمات دولية مشتركة
يشترك البلدان في عضوية مجموعة من المنظمات الدولية، منها:
| علم المنظمة | اسم المنظمة                                 | تاريخ انضمام باهاماس | تاريخ انضمام ليبيريا |
| ----------- | ------------------------------------------- | -------------------- | -------------------- |
|             | مؤسسة التنمية الدولية                       | 23 يونيو 2008        | 28 مارس 1962         |
|             | مؤسسة التمويل الدولية                       | 8 ديسمبر 1986        | 28 مارس 1962         |
|             | منظمة حظر الأسلحة الكيميائية                | ?                    | ?                    |
|             | الأمم المتحدة                               | 18 سبتمبر 1973       | 2 نوفمبر 1945        |
|             | الاتحاد الدولي للاتصالات                    | 19 أغسطس 1974        | 10 أكتوبر 1927       |
|             | منظمة الشرطة الجنائية الدولية               | ?                    | ?                    |
|             | البنك الدولي للإنشاء والتعمير               | 21 أغسطس 1973        | 28 مارس 1962         |
|             | الاتحاد البريدي العالمي                     | ?                    | ?                    |
|             | المركز الدولي لتسوية المنازعات الاستشارية   | 18 نوفمبر 1995       | 16 يوليو 1970        |
|             | وكالة ضمان الاستثمار متعدد الأطراف          | 4 أكتوبر 1994        | 12 أبريل 2007        |
|             | مجموعة دول أفريقيا والكاريبي والمحيط الهادئ | ?                    | ?                    |
|             | يونسكو                                      | 23 أبريل 1981        | 6 مارس 1947          |

## وصلات خارجية
- موقع وزارة الخارجية الليبيرية